# Acanthispa viridipennis
Acanthispa viridipennis es un coleóptero de la familia Chrysomelidae. Fue descrita en 1904 por Julius Weise como Acanthodes viridipennis.